# Kresz Géza (hegedűművész)
Kresz Géza (külföldön Géza de Kresz) (Budapest, 1882. június 11. – Toronto, Kanada, 1959. október 2.) hegedűművész.
Dr. Kresz Géza orvos fia, Kresz Mária néprajzkutató apja.

## Munkássága
Fiatalon kezdett el hegedülni. Gobbi Alajos, Hubay Jenő, Otakar Ševčik, Eugène Ysaÿe, Albert Lavignac voltak tanárai. Felesége Norah Drewett angol zongoraművésznő volt. Kanada máig legnagyobbnak tartott vonósnégyese, a Hart House String Quartet egyik megalapítója, Maurice Ravel jó barátja, Bartók Béla első vonósnégyesének amerikai bemutatója. 1941–1949 között a Nemzeti Zenede főigazgatója, a gimnáziumi tagozat elindítója (ma Bartók Béla Zeneművészeti és Hangszerészképző Gyakorló Szakgimnázium, a Liszt Ferenc Zeneművészeti Egyetem Gyakorlóiskolája).

## Művei
- Bach és Horatius: Kresz Géza javaslata zenei gimnázium felállitása iránt. Lapvélemények. Bp. Közlekedési Nyomda, 1941
- Zenegimnázium. Magyar szemle 46. kötet 1-4. sz. (1944. január-április) 36-38.
- Course in Violin Pedagogy: Introduction, Summary and First Lecture. Toronto, 1949.
- Violin pedagogy. Strad, 1951. október, 62. szám.
- The Hart House String Quartet: a phase in Canadian music history. ConsB, 1954. március.
- Some thoughts concerning progressive violin pedagogy. American String Teacher, 1957. tavasz, 7. szám.
- Eugene Ysaye centenary 1858-1958. CMJ, 1957. nyár, 1. szám.
- 'Review' of Cello Playing of Today by Maurice Eisenberg. CMJ, 1958. tavasz, 2. szám.
- Thoughts On Violin Teaching: with a biographical memoir by Maria Kresz. Winnipeg, University of Mannitoba, 197?